# جينيفر روبرتسون
جينيفر روبرتسون هي ممثلة كندية، ولدت في 1971 في كندا.

## وصلات خارجية
- جينيفر روبرتسون على موقع IMDb (الإنجليزية)
- جينيفر روبرتسون على موقع قاعدة بيانات الفيلم (الإنجليزية)